# Лонгстрит, Джеймс
Джеймс Ло́нгстрит (англ. James Longstreet, 8 января 1821 — 2 января 1904) — один из самых известных генералов армии Конфедерации во время Гражданской войны в Америке, ближайший соратник генерала Ли, который называл его «Старым Боевым Конём». Он служил под командованием генерала Ли как командир корпуса во многих известных сражениях Восточного театра боевых действий и только раз в армии Брэкстона Брэгга в теннесийской армии на Западном театре. Историк и биограф Джеффри Верт писал, что «Лонгстрит… был лучшим корпусным командиром в Северовирджинской армии, фактически, он был лучшим корпусным командиром той войны вообще».
Способности генерала Лонгстрита принесли Конфедерации победы в сражениях при Булл-Ране, Фредериксберге и Чикамуге, он хорошо себя проявил в Семидневной битве, сражении на Энтитеме, а также в сражении в Глуши, где был серьёзно ранен. Возможно, его отсутствие негативно сказалось на управлении армией Конфедерации в сражениях при Спотсильвейни и Колд-Харборе. Много споров вызывает его роль в битве при Геттисберге, где под его руководством проводилась атака Пикетта.
После войны он сделал успешную карьеру в правительстве США в качества дипломата и администратора. Его сотрудничество с Республиканской партией, дружба с президентом Улиссом Грантом, а также критические отзывы о деятельности генерала Ли навлекли на него проклятья его прежних соратников-южан. Его репутация на Юге серьёзно пострадала на целое столетие, и только сейчас начинает понемногу меняться в лучшую сторону.

## Ранние годы
Лонгстрит родился в округе Эджфилд, Южная Каролина. Он был пятым ребёнком в семье и третьим сыном Джеймса и Мари-Энн (Дент) Лонгстрит, происходивших из Нью-Джерси и Мериленда соответственно, которые владели хлопковой плантацией у селения Гэйнсвилл в Джорджии. Предок Джеймса, Dirck Stoffels Langestraet, иммигрировал в голландскую колонию Новые Нидерланды в 1657, но его предки постепенно англизировались. Отец был впечатлён твёрдостью характера сына и дал ему прозвище Петер, так что остаток жизни его часто звали Пит или Старый Пит.
В 1837 году он пытался поступить в Военную Академию, но вакансий уже не оставалось, так что он поступил только в следующем году. Он был не очень успешным студентом, имел постоянные дисциплинарные проблемы и окончил Вест-Пойнт 54-м из 56-и кадетов в знаменитом выпуске 1842 года. Его любили одноклассники, и его друзья стали известными деятелями эпохи Гражданской войны, в их числе Уильям Роузкранс, Джон Поуп, Дэниэл Хилл, Лафайет Маклоз, Джордж Пикетт, Джон Худ и его ближайший друг, Улисс Грант. Лонгстрит был определен временным вторым лейтенантом в 4-й пехотный полк.
Два года Лонгстрит прослужил в Джефферсоновских Казармах в штате Миссури, где к нему скоро присоединился его друг, лейтенант Грант. Лонгстрит представил его своей 4-й кузине, Джулии Дент, на которой Грант и женился. Вскоре Лонгстрит встретил Марию-Луизу Гарланд, дочь своего командира, полковника Джона Гарланда. Они поженились в марте 1848 года, после Мексиканской войны. Они прожили вместе 40 лет, у них было 10 детей, но Лонгстрит нигде не упомянул её в мемуарах, и факты их жизни известны в основном из записок его второй жены.
4 марта 1845 года Лонгстрит получил постоянное звание второго лейтенанта.

## Мексиканская война
Во время Мексиканской войны Лонгстрит служил в 8-м пехотном полку. 23 февраля 1847 года он получил звание первого лейтенанта, а 20 августа — временное звание капитана за сражения при Контрерас и Чурубуско, затем 8 сентября — временное звание майора за Молино дель Рей. В сражении при Чапультепеке 12 сентября 1847 он был ранен, когда шёл в атаку со знаменем в руках. Знамя он передал своему другу Джорджу Пикетту, который продолжил атаку.
После выздоровления он служил на пограничной службе в Техасе, в основном в Форте Блисс. 7 декабря 1852 года получил постоянное звание капитана. С июля 1858 он занимал должность казначея 8-го пехотного полка.
Лонгстрит не был горячим сторонником сецессии, но с детства был воспитан уважать «права штатов» (States' rights). Также он родился в Южной Каролине, вырос в Джорджии, начал служить в Алабаме, и у него было больше шансов занять там высокую должность. Он уволился из армии США в июне 1861 и связал свою жизнь с Конфедерацией.

## Гражданская война
Когда началась война, Лонгстрит прибыл в Ричмонд и поступил в Армию Конфедерации в звании подполковника. Он встретился с президентом Джефферсоном Дэвисом 22 июня 1861, который сообщил ему, что Лонгстрит повышен в звании до бригадного генерала. Он был отдан в подчинение генералу Борегару в районе Манассаса, где ему было поручено командовать тремя вирджинскими полками: 1-м, 11-м и 17-м, которые представляли собой 4-ю бригаду Потомакской армии.

### Манасасская кампания
Лонгстрит немедленно занялся подготовкой бригад. Его первым сражением этой войны стало Первое сражение при Булл-Ран, где его бригада имела следующий состав:
- 5-й Северокаролинский пехотный полк Джозефа Джонса
- 1-й Вирджинский пехотный полк Фредерика Скиннера
- 11-й Вирджинский пехотный полк полковника Сэмюэля Гарланда
- 17-й Вирджинский пехотный полк Монтгомери Корсе
- Эскадрон техасских рейнджеров
- Роте Е 30-го Вирджинского кавполка

Эта бригада была развернута у брода Блэкбенс-Форд и 18 июля столкнулась с передовыми частями федеральной армии - бригадой Исраэля Ричардсона. Произошло небольшое сражение, известное как Сражение при Блэкбернс-Форд. Лонгстрит сумел отбить атаку федералов, что воодушевило южан и заставило федерального главнокомандующего Макдауэлла перенести атаку на несколько дней.
7 октября он был повышен в звании до генерал-майора и получил в управление дивизию из четырех бригад и «Легиона Хэмптона».

### Кампания на полуострове
Во время Кампании на Полуострове он командовал с различным эффектом. Он хорошо проявил себя под Йорктауном и Уильямсбергом, задержав продвижение федеральной армии Макклелана на Ричмонд. В сражении при Севен-Пайнс он отправил своих солдат в ошибочном направлении, задержав другие отряды конфедератов и тем самым снизив эффект массированной атаки южан на МакКлеллана. В своем докладе он переложил вину за происшедшее на генерала Бенжамина Хьюджера.
В Семидневной битве Лонгстрит командовал почти половиной армии генерала Ли — 15-ю бригадами. Он действовал агрессивно — как и вся его армия, особенно при Гейнс-Милл и Глендейле. Однако в целом армия Ли страдала от неуверенных действий остальных генералов — включая, как ни странно, и Томаса Джексона — и не смогла разбить армию Союза. Моксли Соррел писал о поведении генерала в бою: «Он был непоколебим как скала, даже в те моменты, когда мир, казалось, разлетается на куски». Генерал Ли сказал: «Лонгстрит был моей правой рукой».

### Северовирджинская кампания
В армии Ли генерал Джексон обычно осуществлял дерзкие, неожиданные, наступательные операции, а Лонгстрит — осторожные оборонительные. Джексон был своего рода молотком, Лонгстрит — наковальней. Однако, этот стереотип не относится к Северовирджинской кампании августа 1862 года. Лонгстрит командовал правым крылом (позже известном как 1-й корпус), Джексон — Левым. Джексон начал кампанию фланговым маневром, а затем занял оборонительную позицию, вынуждая генерала Поупа атаковать его.
28-29 августа произошло Второе сражение при Булл-Ран, где Джексон выдерживал атаки Вирджинской армии Поупа, пока Лонгстрит со своими частями двигался к полю боя. Впоследствии Лонгстрита критиковали за то, что он двигался слишком медленно и переложил всю тяжесть боя на Джексона, однако он прошёл 50 километров примерно за 24 часа, и едва ли мог двигаться быстрее.
Когда в полдень 29 августа люди Лонгстрита прибыли на поле боя, Ли приказал осуществить фланговую атаку федеральной армии, но Лонгстрит задержался, занявшись рекогносцировкой, вынуждая Ли повторить свой приказ трижды. В 16:30 дивизия генерала Джона Белла Худа двинулась на федеральный V корпус, но Лонгстрит вернул его в 20:30. Лонгстрита часто критикуют за эти действия, за его медлительность и непослушание приказам Ли, которые стали предвестниками неудач Лонгстрита 2 июля под Геттисбергом. Биограф генерала Ли, Дуглас Фриман, писал: «Семена геттисбергской катастрофы были посеяны в этот момент — когда Ли уступил Лонгстриту, а тот это понял».
Вместе с тем на следующий день, 30 августа, Лонгстрит добился своего самого впечатляющего успеха за всю войну. Поуп поверил, что Джексон начинает отступление, и Лонгстрит воспользовался этим, предприняв массированную атаку левого фланга федеральной армии силами 25 000 человек. Примерно 4 часа они сражались, поддерживаемые артиллерией, которой лично командовал Лонгстрит. И Лонгстрит, и Ли вместе участвовали в атаке, находясь под огнём противника. И хотя федералы отчаянно сопротивлялись, они были обращены в бегство примерно так же, как и в первом сражении при Булл-Ране, причем на том же самом месте. Лонгстрит признал творцом победы генерала Ли. Он разработал стратегию, которую счёл идеальной — оборонительная тактика при наступательной стратегии.

### Мерилендская кампания
Действия Лонгстрита в двух последних сражениях 1862 года подтвердили правильность выбора оборонительной тактики. В Мэрилендской кампании в сентябре, в сражении при Энтитеме, Лонгстрит держал оборону против вдвое превосходящего его противника. Если наступательная тактика доминировала в эпоху Наполеона, то технологические достижения изменили эту ситуацию. Полковник Гарольд Кнудсен считает, что Лонгстрит был одним из немногих генералов той войны, которые осознали это. В конце того кровавого дня войны Ли встретил Лонгстрита словами: «А, вот и Лонгстрит, вот мой старый боевой конь!»
9 октября, через несколько недель после Энтитема, Лонгстрит был повышен до генерал-лейтенанта. Ли сделал так, чтобы повышение Лонгстрита датировалось днем ранее, чем повышение Джексона, так что Лонгстрит стал старшим генерал-лейтенантом в армии Конфедерации. В ноябре, после реорганизации армии, Лонгстрит командовал 1-м корпусом, состоящим из пяти дивизий, примерно 41 000 человек.

### Фредериксбергская кампания
В декабре 1862 года Первый Корпус Лонгстрита сыграл решающую роль в Сражении при Фредериксберге. Появившись у Фредериксберга, Лонгстрит успел вырыть укрепления, тщательно расположить артиллерию и пристреляться к месту предполагаемой атаки противника. Держа в памяти бойню при Энтитеме, где конфедераты не строили укреплений, Лонгстрит теперь приказал рыть траншеи и строить засеки, что впоследствии стало правилом в Северовирджинской армии. Кроме того, он разместил бригаду Томаса Кобба за каменной стеной у подножия высот Мари, которая выдержала 14 атак противника. На высотах Мари федералы потеряли около 8 000 человек, а Лонгстрит — около 1000. И этот успех базировался не только на преимуществах местности, но был следствием сочетания ландшафта, оборонительных работ и правильного управления артиллерией.

### Геттисбергская кампания

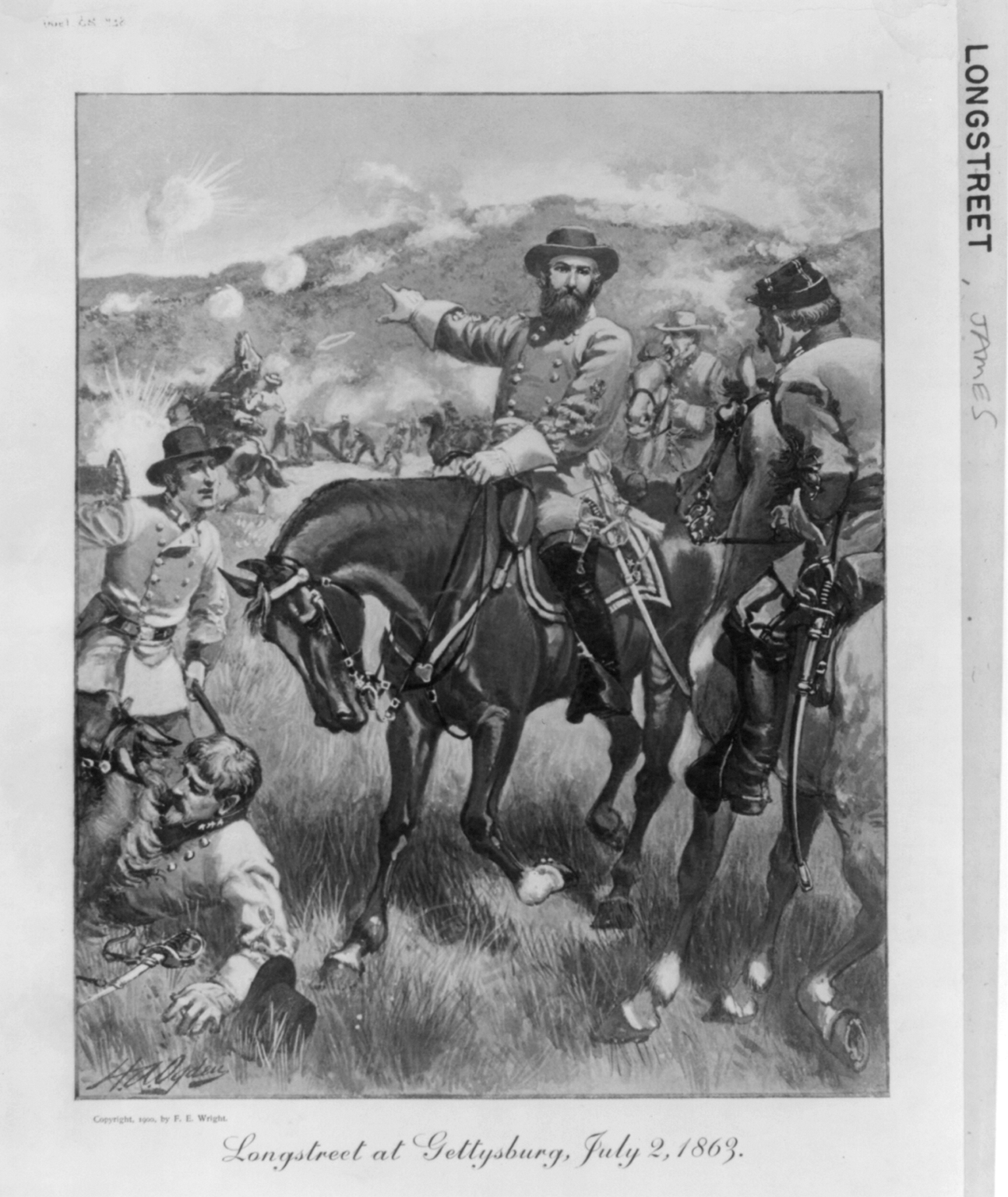
Лонгстрит под Геттисбергом

Корпус Лонгстрита снялся с позиций под Калпепером 15 июня и отправился в долину Шенандоа, где простоял до 23 июня. Получив приказ наступать на север, он направился через Мартинсберг к реке Потомак и 25 июня дивизия Пикетта перешла реку. Генерал Ли перешел реку вместе с ними. Дивизии Худа и Мак-Лоуза переправились на следующий день. 27 и 28 июня корпус стоял в Чамберсберге. Вечером 28 июня появился разведчик Харрисон с известием, что Потомакская армия наступает на север, уже вошла во Фредерик, а командование армией принял Джордж Мид. Лонгстрит передал эти сведения генералу Ли, и посоветовал ему перейти на восточную сторону Южных Гор, чтобы там встретить армию Мида.
Действия Лонгстрита в сражении под Геттисбергом вызывают множество споров по сей день. Он прибыл на поле боя вместе со своим корпусом только днём 1 июля, когда сражение уже началось. К этому времени Юэлл и Хилл отбросили северян от Геттисберга на Кладбищенский Холм. Ли не хотел ввязываться в бой, пока его армия не сконцентрирована, но ряд обстоятельств и действия генерала Хилла принесли армии Юга ряд локальных побед в первый день. На встрече с Ли Лонгстрит высказал свои опасения на счёт сильных позиций федералов на Кладбищенском холме и предложил обойти левый фланг северян и спровоцировать генерала Мида на атаку позиций конфедератов. Однако, Ли сказал: «Если враг будет там завтра, мы его атакуем».
Ли приказал генералу Лонгстриту атаковать левый фланг федералов утром 2 июля. Лонгстрит должен был пройти через «Берлогу Дьявола» и высоту Литтл-Раунд-Топ в тыл федеральной армии, но утром 2 июля части его корпуса ещё не успели сконцентрироваться — Лонгстрит ждал бригаду Эвандера Лоу. Он смог начать атаку только в 16:00, через час после того, как III-й федеральный корпус занял высоты на его пути. С этого момента план генерала Ли уже не мог быть осуществлён. Джон Белл Худ предложил Лонгстриту обойти позиции III корпуса, но Лонгстрит отказал. Наступление дивизий Мак-Лоуза и Худа было относительно успешным: им удалось почти полностью разгромить III корпус Потомакской армии. Однако им не удалось взять высоту Литтл-Раунд-Топ, а удачный штурм персикового сада не повлиял существенно на ход сражения. Таким образом, Лонгстрит не смог выполнить приказ генерала Ли на 2 июля.
3 июля Лонгстрит решил повторить фланговую атаку, и уже отдал приказ о её начале, как появился сам генерал Ли и сообщил, что запланировал атаку федерального центра. Этот план показался Лонгстриту слишком сложным для уставших в предыдущих боях войск. Ситуация напоминала Фредериксберг, конфедератам предстояло наступать по открытой местности на укреплённые позиции противника. Впоследствии Лонгстрит писал, что сказал генералу Ли следующее: «Генерал, я был солдатом всю свою жизнь. Я сражался в эскадронах, полках, дивизиях и армиях, и я знаю, на что способны солдаты. Мое мнение — пятнадцать тысяч человек не смогут взять эти позиции».
По мере подготовки атаки беспокойство и волнение Лонгстрита росло. Когда пришло время приказывать Пикетту атаковать, он смог только шевельнуть головой, не в силах сформулировать приказ. Атака, известная как атака Пикетта, привела к огромным потерям, как и предполагал Лонгстрит.

### Теннесси
Лонгстрит долгое время хотел, чтобы его перевели на Западный театр военных действий, в армию Джонстона. В правительстве так же были люди, желавшие заменить генерала Брэгга на Лонгстрита. В итоге, в середине августа 1863 года, его просьба была удовлетворена. Армия Брэкстона Брэгга как раз вела напряжённые бои против федеральной армии Розенкранса под Чаттанугой. 5 сентября Ли дал своё согласие и Лонгстрит отправился на запад с дивизиями Лафайета Мак-Лоуза, Джона Худа, одной бригадой из дивизии Пикетта и артиллерийским батальоном Эдварда Александера (26 орудий). Отряд Лонгстрита прошел 1247 километров до северной Джорджии, и его передовые части прибыли на место 17 сентября.
Ветераны первого корпуса прибыли как раз к началу сражения при Чикамоге. Лонгстрит и Брэгг встретились в штаб-квартире последнего вечером 17 сентября, и Брэгг поручил Лонгстриту левый фланг армии. Правым командовал Леонидас Полк. 20 сентября 1863 года Лонгстрит построил колонны глубоко эшелонированным порядком на узком фронте. Как раз в этот момент один из участков обороны случайно оказался открыт, что облегчило задачу Лонгстрита. Весь правый фланг союзной армии обратился в паническое бегство. Только части Джорджа Томаса удержались на Снодграсс-Хилл и отбили атаки южан, которых не поддержал правый фланг. Битва затихла к темноте. Сражение стало крупной победой Конфедерации, однако во многом по вине Брэгга не удалось отрезать армию Союза от Чаттануги, что привело впоследствии к долгой осаде этого города.
Вскоре у Лонгстрита начались трения с Брэггом и он присоединился к группе высших офицеров армии, которые давно уже были недовольны как стилем командования Брэгга, так и самой его личностью. Лонгстрит очень быстро разочаровался в Брэгге. «Я убежден, -писал он военному секретарю Джеймсу Седдону, — что ничего, кроме Божьей Воли, не спасёт нас и не поможет нам, пока мы имеем такого командира.» Ситуация настолько накалилась, что вынужден был вмешаться сам президент Дэвис. Лонгстрит заявил, что Брэгг «не способен управлять армией и боем» и что он «ничего в этом деле не понимает», но Дэвис по непонятной причине принял сторону Брэгга и не предпринял ничего для разрешения конфликта.
Брэгг вернулся в армию и сразу начал смещать офицеров, которые свидетельствовали против него. Он забрал у Лонгстрита все части, оставив только те, что пришли с ним из Виргинии. Тем не менее Лонгстрит делал всё зависевшее от него для продолжения кампании — несмотря на интриги Брэгга, несмотря на отсутствие помощи от президента и военного департамента. Когда Брэгг осадил Камберлендскую армию в Чаттануге, Лонгстрит разработал стратегию по пресечению подхода подкреплений в город и по противодействию деблокирующим маневрам Гранта. Он знал, что Союз скоро начнёт действовать, и скоро его корпуса появятся в Бриджпорте, где находилась ближайшая железная дорога. Он спланировал переброску части Теннесийской армии к Бриджпорту на перехват федеральной армии Джозефа Хукера, которую перебрасывали с Восточного театра. План был одобрен президентом Дэвисом, но отклонен Брэггом, который сослался на технические сложности. Военный департамент между тем настаивал на возвращении Лонгстрита на Восток, поэтому генерал предложил марш в Восточный Теннесси, для борьбы с частями федерального генерала Бернсайда.
Лонгстрита много критиковали за медленное продвижение к Ноксвиллу в ноябре, и даже в самой армии его прозвали «Петер Неторопливый» (Peter the Slow). В сражении за Кэмпбелл-Стейшн его армия была вынуждена атаковать части Бернсайда (который пришел к Ноксвиллу на 15 минут раньше), но эта атака не привела к успеху. Южане потеряли в бою 570 человек, северяне 400. 29 ноября в сражении при Форт-Сандерс, его атаки тоже не привели к успеху. Когда 25 ноября Брэгг был разбит Грантом в сражении при Чаттануге, Лонгстриту было приказано вернуться в Джорджию, но он отказался и двинулся в Вирджинию. Затем армия ушла на зимние квартиры и присоединилась к Северовирджинской армии только весной. В итоге, самостоятельность Лонгстрита имела негативные последствия, и он сам это понимал. Он снова обвинил в неудачах других, как это было после Севен-Пайнс. Он отстранил от командования Лафайета Мак-Лоуза и потребовал суда над генералом Джеромом Робертсоном и Эвандером Лоу. Он и сам 30 декабря 1863 просил об отставке, но просьба была отклонена.

### Битва в Глуши
Когда Лонгстрит узнал, что армией Союза теперь командует его старый друг Улисс Грант, он сказал, что «этот будет атаковать нас каждый день и каждый час до самого конца войны». Лонгстрит помог спасти армию Конфедерации от разгрома в Битве в Глуши в мае 1864 года. Он провел блестящую фланговую атаку против федерального II корпуса, который был почти выбит с поля боя. На труднопроходимой местности он использовал сложную и нестандартную тактику боя. После войны командир II корпуса, Уинфилд Хэнкок, признался Лонгстриту: «Вы смяли меня, как мокрое одеяло».
Генерал сам был ранен во время этой атаки. Он пострадал от случайного выстрела своего собственного солдата, причем это произошло всего в 6,5 километрах от места, где точно так же своими людьми был убит генерал Джексон «Каменная стена». Пуля пробила его плечо, повредила нервы и стала причиной тяжёлого ранения в горло. Это сразу сказалось на темпах наступления, так что генерал Ли приостановил атаку для наведения порядка. Эта задержка позволила федералам реорганизоваться и успешно отбить вторую атаку. Генерал Эдвард Александер назвал ранение Лонгстрита переломным моментом боя: «Я всегда считал что, если бы не ранение Лонгстрита, то паника в рядах 2-го корпуса только усилилась бы, и в итоге Грант был бы отброшен за Рапидан».
Из-за ранения Лонгстрит пропустил все боевые действия весны и лета 1864 года. Его отсутствие сказалось на ходе боёв, в частности, на сражении при Колд-Харбор, где командирам явно не хватило решительности.
Генерал лечился в Линчбурге (Виргиния) и восстанавливал силы в Августе (Джорджия) у своей племянницы Эммы-Эвы Лонгстрит-Сиблей, дочери его брата Гилберта.
Он вернулся к генералу Ли в октябре 1864 г. Его правая рука была парализована, он даже не мог ездить верхом. Он учился писать левой рукой. Все время осады Питерсберга он командовал обороной Ричмонда, всеми силами севернее реки Джеймса и дивизией Пикетта. Он отступал вместе с Ли к Аппоматтоксу, командуя одновременно Первым и Третьим корпусами после смерти Эмброуза Хилла 2 апреля. Когда Ли решил сдаться, Лонгстрит предположил, что Грант отнесется к ним справедливо, но когда 9 апреля Ли отправился на переговоры, Лонгстрит сказал: «Генерал, если они не предложат хороших условий, возвращайтесь и мы будем сражаться».

## После войны

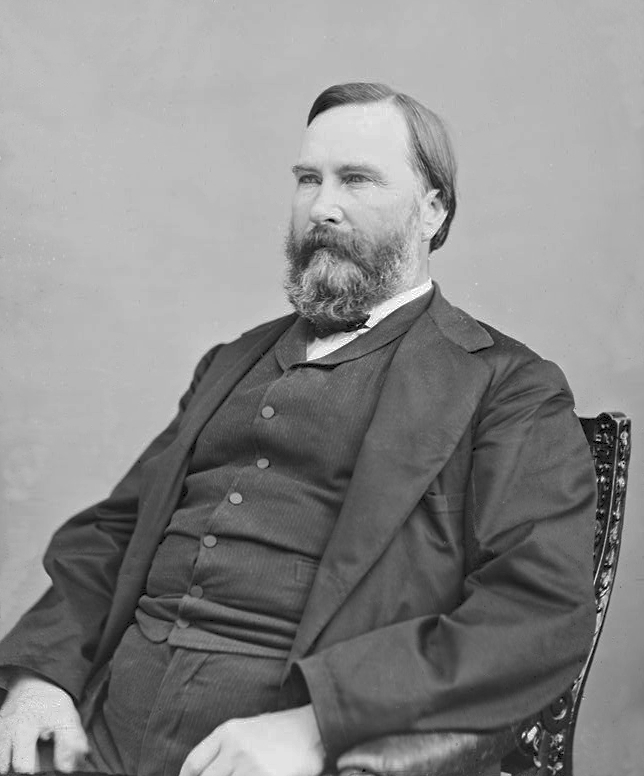
Джеймс Лонгстрит после войны

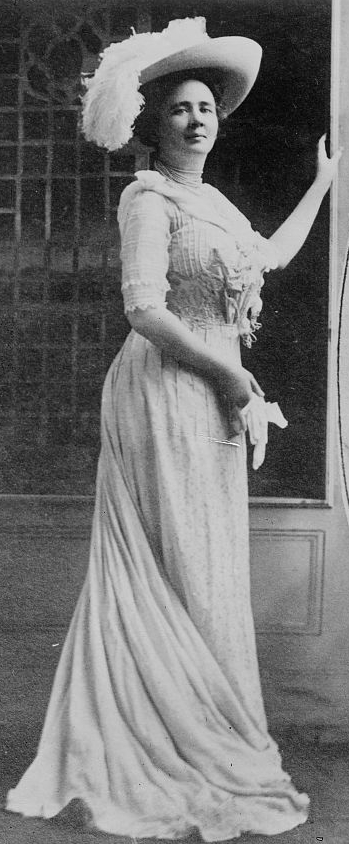
Элен Дорч Лонгстрит, вторая жена Лонгстрита

После войны Лонгстрит с семьей поселился в Новом Орлеане, и его дом часто навещали генералы Конфедерации.
Он занялся торговлей хлопком и страховой деятельностью.
Пробовал найти инвесторов для строительства железной дороги из Нового Орлеана в Монтеррей.
Он подавал прошение о помиловании президенту Джонсону, но тот отказал, сообщив ему лично при встрече: «Три человека на юге никогда не будут амнистированы: мистер Дэвис, генерал Ли и лично вы. Вы принесли Союзу слишком много неприятностей». Конгресс восстановил его гражданские права в июне 1868 года.
В 1897 году, когда ему было уже 76 лет, Лонгстрит женился на Элен Дорч (1863—1962), гражданской активистке из Джорджии.